# Чисті активи
Чисті активи (англ. Net assets) — термін еквівалентний «чиста вартість» та «власний капітал» і розраховується за формулою:
Чисті активи = Активи - Зобов'язання
Зазвичай вказаний термін використовується при оцінці фінансового стану благодійних фондів та неприбуткових організацій. Причина криється в тому, що ці організації не отримують грошових доходів, і тому для продовження діяльності потребують достатнього рівня резервів під поточні та майбутні програми та витрати діяльності/адміністрування.
«Рентабельність чистих активів» англ. RONA (return on net assets) дорівнює прибутку поділеному на суму таких додатків (основні засоби + робочий капітал (поточні активи мінус поточні зобов'язання).
Якщо чисті активи негативні, тобто зобов'язання перевищують активи, тоді баланс організації/компанії вважається неплатоспроможним.